# Cinéma (compilation de Mireille Mathieu)
Pour les articles homonymes, voir Cinéma (homonymie).
Albums de Mireille Mathieu
Made in France
(24 novembre 2017)
Cinéma est une compilation de la chanteuse française Mireille Mathieu.

## Autour de la compilation
Dans ce double CD, l'artiste interprète 40 titres issus de cinéma. La plupart des chansons sont composées par de grands compositeurs de musique de film comme Ennio Morricone, Francis Lai, Michel Legrand ou encore Maurice Jarre.
La compilation contient également un duo : Mireille Mathieu interprète en compagnie du compositeur Francis Lai, la chanson Un homme et une femme, tirée du film homonyme datant de 1966.

## Chansons de la compilation
| 1.                 | Un homme et une femme (avec Francis Lai)                              | Pierre Barouh, Francis Lai                                | 2:54 |
| 2.                 | Over the Rainbow                                                      | Harold Arlen, Edgar Yipsel Harburg                        | 3:12 |
| 3.                 | Une vie d'amour                                                       | Charles Aznavour, Georges Garvarentz                      | 3:51 |
| 4.                 | De rêve en rêverie (Evergreen)                                        | Eddy Marnay, Barbra Streisand, Paul Hamilton Williams     | 3:13 |
| 5.                 | L'événement le plus important depuis que l'homme a marché sur la Lune | Jacques Demy, Michel Legrand                              | 2:54 |
| 6.                 | La bonne année                                                        | Catherine Desage, Francis Lai                             | 2:46 |
| 7.                 | People                                                                | Bob Merrill, Jule Styne                                   | 2:39 |
| 8.                 | La plus belle chose au monde                                          | René Rouzaud, Paul Francis Webster, Sammy Fain            | 5:47 |
| 9.                 | C'est mieux comme ça                                                  | Michel Jourdan, Nino Rota                                 | 2:46 |
| 10.                | Amour défendu                                                         | Eddy Marnay, Robert Jung, Christian Bruhn                 | 3:27 |
| 11.                | La voie lactée                                                        | Pierre Delanoë, Mitchell Parish, Hoagy Carmichael         | 3:04 |
| 12.                | Pas vu, pas pris                                                      | Maurice Vidalin, Ennio Morricone                          | 2:28 |
| 13.                | C'est à Mayerling                                                     | Jacques Plante, Francis Lai                               | 3:08 |
| 14.                | Les yeux de l'amour                                                   | Burt Bacharach, Gérard Sire                               | 2:54 |
| 15.                | Les bicyclettes de Belsize "version anglaise"                         | John Barry Mason, Leslie David Reed                       | 3:23 |
| 16.                | Paris en colère                                                       | Maurice Vidalin, Maurice Jarre                            | 2:35 |
| 17.                | Soldats sans armes                                                    | Maurice Vidalin, Maurice Jarre                            | 2:58 |
| 18.                | Adieu à la nuit                                                       | Maurice Vidalin, Maurice Jarre                            | 2:50 |
| 19.                | Je suis là                                                            | Philippe Gerard, Arno Babadjanian, Evegeny Evtouchenko    | 3:20 |
| 20.                | Ami, la mort attend là-haut                                           | Maurice Vidalin, Ron Goodwin                              | 1:46 |
| 21.                | Une histoire d'amour                                                  | Catherine Desage, Francis Lai                             | 2:58 |
| 22.                | The Way we were                                                       | Alan Bergman, Marilyn Bergman, Marvin Hamlisch            | 3:52 |
| 23.                | La marche de Sacco et Vanzetti                                        | Georges Moustaki, Ennio Morricone                         | 3:22 |
| 24.                | Deux petits chaussons de satin blanc                                  | Jacques Larue, Charlie Chaplin                            | 1:51 |
| 25.                | L'amour viendra                                                       | Pierre Delanoë, Mack David, Max Steiner                   | 3:08 |
| 26.                | Les feux de la chandeleur                                             | Jean Dréjac, Michel Legrand                               | 1:52 |
| 27.                | Un jour tu reviendras                                                 | Alain Lacour, Ennio Morricone                             | 5:09 |
| 28.                | Un regard d'amour                                                     | Claude Lemesle, Vangelis                                  | 3:36 |
| 29.                | Anna et Julien                                                        | Eddy Marnay, Philippe Sarde                               | 2:46 |
| 30.                | Une fille cousue de fil blanc                                         | Pierre-André Dousset, Olivier Dassault, Christian Gaubert | 3:10 |
| 31.                | Plaisir d'amour                                                       | Charles Level, Jean Claudric                              | 2:28 |
| 32.                | J'aime Paris                                                          | Eddy Marnay, Cole Porter                                  | 3:39 |
| 33.                | Don't rain on my parade                                               | Bob Merrill, Jule Styne                                   | 1:51 |
| 34.                | Chez moi (Home)                                                       | Eddy Marnay, Charlie Smalls                               | 3:32 |
| 35.                | Allons voir le monde (Ease on Down the Road)                          | Eddy Marnay, Charlie Smalls                               | 2:49 |
| 36.                | Vive la musique (I've got the Rhythm)                                 | Ira Gershwin, Eddy Marnay, George Gershwin                | 3:11 |
| 37.                | Jean qui Rit (Make 'Em Laugh)                                         | Eddy Marnay, Arthur Freed, Nacio Herb Brown               | 2:48 |
| 38.                | J'ai envie de chanter (Waiting for the Robert E. Lee)                 | Eddy Marnay, L. Wolfe Gilbert                             | 2:32 |
| 39.                | If my friend could see me now                                         | Dorothy Fields, Cy Coleman                                | 2:50 |
| 40.                | New-York, New-York                                                    | Eddy Marnay, Fred Ebb, John Kander                        | 3:46 |
| 2 heures 3 minutes |                                                                       |                                                           |      |